# Hydrellia ischiaca
Hydrellia ischiaca är en tvåvingeart som beskrevs av Friedrich Hermann Loew 1862. Hydrellia ischiaca ingår i släktet Hydrellia och familjen vattenflugor. Arten är reproducerande i Sverige. Inga underarter finns listade i Catalogue of Life.